# Саритов, Альберт Рамазанович
Альбе́рт Рамаза́нович Сари́тов  (род. 8 июля 1985, Хасавюрт, Дагестанская АССР) — российский, а с 2016 года румынский борец вольного стиля, чемпион и призёр чемпионатов России, призёр чемпионатов мира и Европы, Олимпийских игр 2016 года в Рио-де-Жанейро, Заслуженный мастер спорта России. Участник летних Олимпийских игр 2020 года в Токио.

## Биография
Родился 8 июля 1985 года. Борьбой начал заниматься в 1997 году. Представлял Школу высшего спортивного мастерства Красноярска. По национальности чеченец.
7 сентября 2016 года награждён медалью «За заслуги перед Чеченской Республикой». Член сборной команды России в 2007-2015 годах.
6 мая 2017 года в городе Эйпен (Бельгия) прошёл юношеский турнир по вольной борьбе, посвящённый Альберту Саритову. Турнир был организован борцовским клубом «Сайтиев».
В феврале 2020 года на чемпионате континента в итальянской столице, в весовой категории до 97 кг Альберт в схватке за чемпионский титул уступил спортсмену из России Абдулрашиду Садулаеву и завоевал серебряную медаль европейского первенства.

## Достижения
- Бронзовый призёр чемпионата мира — 2011;
- Чемпионат России по вольной борьбе 2008 года — ;
- Чемпионат России по вольной борьбе 2009 года — ;
- Чемпионат России по вольной борьбе 2011 года — ;
- Чемпионат России по вольной борьбе 2012 года — ;
- Гран-при Ивана Ярыгина 2011 года — ;
- Обладатель Кубка Рамзана Кадырова — 2012;
- Серебряный призёр Кубка Рамзана Кадырова — 2009;
- Чемпион турнира «Кубок Союза армян Украины 2012»;
- Турнир памяти Али Алиева 2014 года — .

### Летние Олимпийские игры 2016 года
На Олимпиаде в 1/4 финала проиграл американскому борцу Кайлу Снайдеру. В утешительных схватках выиграл три поединка и завоевал бронзовую медаль.

### Летние Олимпийские игры 2020 года
В первой же схватке Олимпиады Саритов проиграл представителю Италии Абрааму Коньедо и выбыл из борьбы за медали.